# Santa Cruz de Mompox
Santa Cruz de Mompox (tudi Mompox ali Mompós), je mesto in občina v severni Kolumbiji, v departmaju Bolívar, znana po ohranjenem kolonialnem značaju. Mompox je odvisen od turizma, ribištva in trgovine, ki jo ustvari lokalna živinoreja. Ima približno 30.000 prebivalcev in meji na občini Pinillos in San Fernando. Zgodovinsko središče Mompoxa je bilo leta 1995 uvrščeno na Unescov seznam svetovne dediščine Unesca zaradi ohranjene kolonialne arhitekture in mešanice arhitekturnih slogov.
Simón Bolívar, osvoboditelj večjega dela španske Južne Amerike, je dejal: »Če Caracasu dolgujem svoje življenje, potem Mompoxu dolgujem svojo slavo.« Simón Bolívar je leta 1812 prispel v Mompox in zaposlil skoraj vse sposobne moške, približno štiristo, ki so bili osnova vojske za njegovo zmago v Caracasu.

## Zgodovina
Mampo (ali Mompoj) je bil lokalni avtohtoni poglavar kulture Malibu, ko so prispeli španski konkvistadorji, Mompox pa pomeni dežela vladarja Mampa. Mesto je 3. maja 1537 ustanovil Alonso de Heredia, brat Pedra de Heredia, kot varno pristanišče na reki Magdaleni. Santa Cruz de Mompox je postal precej uspešen kot pristanišče za prevoz blaga navzgor v notranjost. Tu je bila ustanovljena kraljeva kovnica, mesto pa je bilo znano po svojih zlatarjih. Ta blaginja je začela usihati v 19. stoletju, vendar se je nadaljevala do začetka 20. stoletja, ko se je reka premaknila in se na tem kraku reke nabrala usedlina, takrat je priljubljeno pristanišče postalo Magangué.

## Kako priti do Mompoxa
- Z letalom: okrožje Mompox pokriva letališče San Bernardo de Mompóx. Je na obrobju mesta in v bližini mestnega središča, zato je lahko dostopen od koder koli na tem mestu svetovne dediščine. Poleg Mompóx Festijazza je Veliki teden tisto praznovanje, ko je  letališče Mompox najbolj obremenjeno, saj so sveta praznovanja na drugem mestu po pomembnosti le v Popayánu.
- Po kopnem: z avtobusom iz Carmen de Bolívar, na Transversal de los Contenedores (današnji Ruta del Sol III), ki obvozi La Gloria, okrožje Magdalena, skozi Santa Ano in Talaiga Nuevo, preden končno prispe v mestno središče Mompóxa.

Čez puente El Roncador, megastruktura, ki se razteza na približno 12 kilometrov nad reko Magdaleno, je bil odprt 30. marca 2020. Odsek Yati-Bodega povezuje zahodno cesto in cesto Magdalena Medio, ki sta del Rute del Sol. Ta odsek skrajša čas potovanja med notranjo državo in kolumbijsko karibsko obalo za približno 3 ure in se dotakne gospodarstva Mompoxa in La Mojana.
Struktura obsega mostova Santa Lucia in Roncador, cesto Isla Grande, cesto za povezavo mostov Roncador in Bodega ter vzdrževanje poti med Yatí in Santa Fe.
- Po vodi: Glavna vodna pot za dostop do okrožja Mompóx je pritok reke Magdalene.

## Arhitektura
Santa Cruz de Mompox je znan po ohranjanju svojih kolonialnih arhitekturnih značilnosti, kar se izraža v mešanici španskega in indijanskega sloga. UNESCO je zgodovinsko središče Mompoxa uvrstil na seznam svetovne dediščine leta 1995. Danes se večina kolonialnih stavb še vedno uporablja za svoje prvotne namene, kar je odličen primer španskega kolonialnega mesta. Posebno pozornost je treba nameniti kovanemu železu, ki krasi vrata, ograje in okenske rešetke vzdolž ulic, zlasti na Calle de la Albarrada, Calle Real del Medio in Calle de Atrás. Pomembne cerkve so Santa Bárbara (zgrajena 1613), San Agustín (zgrajena 1606), San Juan de Dios in Immaculate Conception (Brezmadežnega spočetja). Obstaja tudi muzej kolonialne umetnosti, ki hrani verske zlate kolonialne mojstrovine.
- Cerkev San Francisco je bila prvotno zgrajena leta 1564, samostan pa je leta 1580 ustanovil Fray Francisco Gonzaga. Cerkev je znana po lepi poslikavi, ki je bila žal poškodovana med obnovitvenimi deli leta 1996. Od takrat so bili temelji utrjeni, obnova pa je zaenkrat končana.
- Bolnišnica San Juan de Dios je bila ustanovljena leta 1550. Leta 1663 je njeno upravljanje prevzel La Orden de todos los Hermanos Hospitalarios (Vitezi hospitalci). Njeno vzdrževanje in delovanje je bilo odvisno od donacij močnih družin v regiji in kraljevega davka, ki se je zaračunaval za ladijski promet po reki Magdaleni. San Juan de Dios velja za najstarejšo bolnišnico v Ameriki, ki še vedno deluje v svoji prvotni stavbi.
- Hiša apostolov na Calle Real del Medio, je bila dvorec lokalne ladjarske družine in jo obiskujejo turisti, da bi si ogledali čudovite podobe dvanajstih apostolov in Jezusa pri zadnji večerji.
- Mestna hiša je vsebovala kolonialne ječe in županovo sprejemno sobo. Tu je bil 6. avgusta 1810 podpisan akt o neodvisnosti od Španije in prvič se je slišal vzklik Ser Libres o Morir (Svoboda ali smrt).
- Mestna palača, znana tudi kot samostan San Carlos, je bila zgrajena leta 1660. V tem samostanu je bila prva mestna srednja šola, dokler niso bili izgnani jezuiti. Leta 1767 je bil samostan ukinjen. Tu je leta 1809 Pedro Martínez de Pinillos ustanovil univerzalno šolo svetega Petra apostola.
- Cerkev Brezmadežnega spočetja je leta 1541 zgradil Pedro de Heredia iz na soncu sušene opeke. Deset let pozneje so jo povečali in zid je nadomestil velik del stare opeke, slamnato streho pa je zamenjal strešnik. Zaradi velikosti so jo pogosto obravnavali kot stolnico Mompoxa. V preteklih letih je bila prvotna stavba večkrat obnovljena, zadnja obnova je bila končana leta 1795. Leta 1839 je deželni guverner ukazal njeno rušenje in na tem mestu je bila zgrajena sedanja cerkev.
- Cerkev Santa Bárbara je ena najbolj znanih in najpomembnejših cerkva v mestu. Dograjena leta 1613 ima cerkev baročni zvonik z balkonom. Okrašena je z venci iz palm, cvetov in levov. Kupola stolpa je prav tako baročna, trije oltarji cerkve pa so močno pozlačeni.

- Kmečka tržnica Mompox je bila zgrajena na prelomu 20. stoletja kot način organiziranja prodajalcev sadja, zelenjave, mesa, rib in drugih vrst blaga, ki bi do takrat preprosto uporabljali mesto na ulici. Stavba vizualno moti pokrajino med cerkvijo Brezmadežnega spočetja in reko Magdaleno. Tako objekt predstavlja spremembo prvotne zasnove mestnega trga.[4]

- Gradnja pokopališča se je začela leta 1829. Kapela in oltar sta bila zgrajena leta 1846. Pred tem je bilo v kolonialnih časih običajno pokopavanje mrtvih v samotnih prostorih znotraj cerkva, kar je povzročalo pritožbe prebivalstva.[5]

## Turizem
Od trenutka, ko je bil razglašen za Unescovo svetovno dediščino, je bil Mompox zaradi svoje kolonialne arhitekture privlačen za turiste. Postal je oder za pomembne neodvisne kinematografske festivale in Jazz festival.
Drug razlog, zakaj je Mompox priljubljen med obiskovalci, so praznovanja Velikega tedna, ki se začnejo na Cvetno nedeljo s parado rož in sveč v čast mrtvim, čemur sledijo različni drugi obredi, povezani z različnimi verskimi dogodki.
Zaradi vsega tega, pa tudi zaradi kompleksa cerkvenih krajev, je Mompox glavna destinacija za verski turizem v Kolumbiji.
Obstaja tesna povezava med Mompoxom in reko Magdaleno, ki je določila njegov izvor, razcvet in zgodnji mrk.
Drug razlog za obisk Mompoxa je njegova gastronomija, ki vsebuje nešteto jedi na osnovi manioke, koruze, rib, achiote in čili popra.
Najbolj priljubljena jed množic je casabito, vseprisotna ulična jed, sestavljena iz omlete, pripravljene s surovo manioko, sirom, mletim kokosom, sladkorjem in v nekaterih primerih janežem.
Druga znana poslastica je queso de capa: vrsta sira z več kot 100-letno obrtno proizvodnjo in tradicijo, ima elastično teksturo in se postreže v plasteh.
Kolumbijska vlada je leta 2010 Mompox imenovala za Pueblo Patrimonio (mesto dediščine). Bil je med samo 11 občinami po vsej državi, ki so bile izbrane za del originalne skupine Red Turística de Pueblos Patrimonio.

## Glasba
Mompox je dom glasbenice/pevke Totó la Momposina (Sonia Bazanta Vides) in njene skupine. Njihova glasba je zlitje afriških in španskih vplivov ter harmonij domorodcev v regiji in je povezana z glasbo cumbia. Mednarodno pozornost je dosegla z izdajo svojega albuma La Candela Viva iz leta 1993 pri založbi Real World Records Petra Gabriela.[1] Totó je leta 1982 spremljala Gabriela Garcío Márqueza na prejemu Nobelove nagrade za književnost kot del kolumbijske kulturne delegacije, ki je nastopila med podelitvijo.

## Filigran iz Mompoxa
V 16. stoletju se je v Mompoxu uveljavilo nekaj obrtniških cehov, vključno z keramičarji, kovači, zlatarji in mojstri srebra. Hkrati je bilo pristanišče pomembno trgovsko središče za zlato, pridobljeno v Antioquaji, ki je za seboj pustilo številne kose žlahtne kovine za lokalno obdelavo.
Ta dva dejavnika sta se zbližala pri širjenju filigranske obrti.
Avtohtono tehniko litja, ki je v središču obrti domačih zlatarjev, so združili s tehnikami prednikov, ki so jih prinesli afriški sužnji in tako rodili mompox filigran. Ta oblika umetnosti je opredeljena z združitvijo različnih tankih kovinskih niti, ki se nato prepletajo, da ustvarijo različne vrste okraskov s spiralami kot najbolj prevladujočimi oblikami.
Zaradi trenutnih povišanih cen zlata na lokalnih in mednarodnih trgih so obrtniki razvili tehnike za zamenjavo zlata s srebrom.